# Maria Magdalena d'Oettingen
Maria Magdalena d'Oettingen (en alemany Maria Magdalena von Oettingen-Baldern) va néixer el 1619 a Katzenstein (Alemanya) i va morir el 31 d'agost de 1688 a Baden-Baden. Era una noble alemanya filla del comte Ernest d'Oettingen-Baldern (1584-1626) i de Caterina d'Helfenstein-Wiesensteig (1589-1638).

## Matrimoni i fills
El 1650 es va casar amb el comte Guillem de Baden-Baden (1593-1677), fill del marcgravi Eduard (1565-1600) i de la baronessa Maria d'Eicken (1569-1636). D'aquest matrimoni en nasqueren:
- Eva (1651-?)
- Felip Francesc (1652-1655).
- Maria Anna (1655-1702), casada amb el príncep Ferran August de Lobkowicz (1655-1715).
- Carles Bernat (1657-1678).
- Maria (1658-?)